# Nogat
El nogat és una llaminadura tova occitana que es fa amb una massa de sucre o glucosa, clara d'ou i nous (a l'origen, car noga vol dir 'nou' en occità) o ametlles, i que pot contenir mel, vainilla o altres productes per a aromatitzar-lo com aiguanaf, peles de llimona o encara trossets de fruits confits, etc.
Es considera parent del torró i de l'halva. De la mateixa manera que ha passat amb els torrons, amb el temps s'han creat també nogats de gustos diferents, de xocolata, de maduixa, etc. El nogat és un dels ingredients del Toblerone.
És una especialitat que es retroba en mants països de la mediterrània. A les terres de llenga catalana el seu equivalent és el torró, especialitat d'Agramunt i subretot de Xixona. Els parents italians es diuen mandorlato e torrone (sud d'Itàlia probablement per influència catalana).

## A Occitània
Actualment la capital incontestable d'aquesta especialitat occitana és la vila provençal de Montelaimar. Sembla que sigui a Provença que és nada la forma moderna d'aquest llamí a l'entorn del segle xvi.
A la començança del segle xvii, Olivier de Serres de la vila de Montelaimar decidí de canviar la nou per ametlles en la recepta del nogat.

## Fabricació industrial a Occitània i Catalunya del Nord
La seva fabricació és industrial (LOR, de Perpinyà; Gerbe d'Or, Chabert et Guillot, Delavant; Bor, Labadie i Pujola, de Limós, etc) o artesanal (Douce France, les Ruches Montiliennes, Suprem'Nougat, les 3 Abeilles, le Rucher de Provence, Arnaud Soubeyran, Diane de Poitiers, le Chaudron d'Or, le Gavial, Le Val Roubion...). Avui dia es fabriquen a gairebé tota Occitània, però els més coneguts són el nogat de Montelaimar i el nogat de Limós. Es fabrica i consumeix durant tot l'amy. A Provença (Occitània) dos tipus de nogat es consideren dos dels tretze dessèrts (que inclouen peces de fruita, fruits secs, etc.) tradicionals pel dia de Nadal.